# Ненад Манојловић
Ненад Манојловић (Београд, 25. март 1954 — 24. новембар 2014) био је југословенски и српски ватерполиста и селектор репрезентације Југославије и Србије и Црне Горе.

## Биографија
Манојловић је током играчке каријере највише наступао за Партизан. Био је тренер црно-белих са којима је освојио дуплу круну 1995, а успешно је 2003. и 2004. водио и Ниш, који је одвео у Лигу шампиона.
Као селектор репрезентације освојио је сребрну и бронзану медаљу на олимпијским играма у Атини 2004. и Сиднеју 2000, сребрну и бронзану медаљу на светским првенствима у Фукуоки 2001. и Барселони 2003. и златне медаље на европским првенствима 2001. у Будимпешти и 2003. у Крању. После селекторске функције постао је спортски директор Ватерполо савеза Србије.
Манојловић је преминуо изненада 24. новембра 2014. на путу према Софији, где је требало да учествује на стручном семинару. Његов старији брат Предраг преминуо је само два месеца раније, а био је успешан ватерполиста и репрезентативац.